# Isabella Dobrowolski von Buchenthal

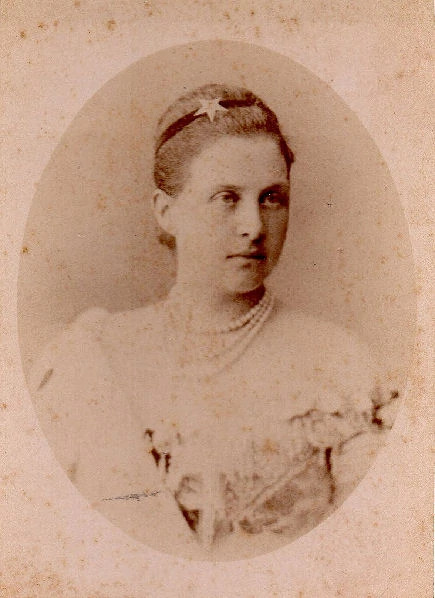
Isabella Dobrowolski von Buchenthal

Isabella Dobrowolski von Buchenthal (* 14. August 1835 in Rogojești, Kaisertum Österreich (heute Kreis Botoșani); † 14. Februar 1890 in Storozynetz (Storojineț)) war eine rumänische Pianistin. Dobrowolski von Buchenthal war die Tochter von Theodosius Dobrowolski Ritter von Buchenthal und Elena de Petrino-Armis. Sie war ab 1850 mit Georg von Flondor (1828–1892) verheiratet.
Gemeinsam mit Natalia Hurmuzachi in Czernowitz und Elena Popovici Logothetti in Suceava setzte sie sich für kulturelle und philanthropische Projekte in der Bukowina ein: von den Bemühungen um die Aufrechterhaltung rumänischer Traditionen über die Herstellung verschiedenartiger heimischer Textil- und Bekleidungsartikel bis zu der Errichtung von Mädchenpensionaten sowie Heimen für rumänische Arbeiterkinder.